# Pleurogonium gordeevae
Pleurogonium gordeevae is een pissebed uit de familie Paramunnidae. De wetenschappelijke naam van de soort is voor het eerst geldig gepubliceerd in 1962 door Oleg Grigor'evich Kussakin.